# Marinus Valentijn
Marinus Valentijn, nacido en Sint Willebrord (Rucphen), el 21 de octubre de 1900 y fallecido el 3 de noviembre de 1991 en la misma localidad, fue un ciclista neerlandés que fue profesional durante la década de 1930. Su éxito más importante fue la consecución de la medalla de bronce en el Campeonato Mundial de Ciclismo en Ruta de 1933. 

## Palmarés
1932
- Campeón de los Países Bajos en ruta

1933
- 3º en el Campeonato del Mundo de ciclismo
- 3º en el Campeonato de los Países Bajos en Ruta

1935
- Campeón de los Países Bajos en ruta

1938
- 3º en el Campeonato de los Países Bajos en Ruta

## Resultados en las grandes vueltas
| Carrera         | 1931 | 1932 | 1933 | 1934 | 1935 | 1936 | 1937 |
| --------------- | ---- | ---- | ---- | ---- | ---- | ---- | ---- |
| Giro de Italia  | -    | -    | -    | -    | -    | -    | -    |
| Tour de Francia | -    | -    | -    | -    | -    | -    | -    |
| Vuelta a España | X    | X    | X    | X    | 10º  | -    | X    |
| Mundial en Ruta | -    | 6º   | 3º   | 11º  | -    | -    | -    |